# Paparico Bacchi
Ederildo Paparico Bacchi, ou simplesmente Paparico Bacchi (Paim Filho, 14 de setembro de 1970), deputado estadual do Rio Grande do Sul, é filiado ao Partido Liberal (PL), foi ex-prefeito de São João da Urtiga.

## Biografia
É historiador formado pela Universidade de Passo Fundo, é também um Agricultor Brasileiro.
Presidente da Frente Parlamentar em Defesa das Práticas Integrativas e Complementares em Saúde e da Frente Parlamentar em Defesa dos Municípios Ameaçados de Extinção.
Líder da Bancada do Partido Liberal/RS
Titular da Comissão de Saúde e Meio Ambiente e da Comissão de Agricultura, Pecuária e Cooperativismo.
Nas eleições de 7 de outubro de 2018 foi eleito deputado estaduais do Rio Grande do Sul na 55.ª legislatura, pelo Partido da República (PR).